# Rue Fanny
La rue Fanny est une voie située dans le 17e arrondissement de Paris, en France.